# Norman Armour
Norman Armour (Brighton, 14 de octubre de 1887-Nueva York, 27 de septiembre de 1982) fue un diplomático estadounidense. Se desempeñó como jefe de misión en ocho países, y como Subsecretario de Estado para Asuntos Políticos.

## Biografía

### Primeros años
Nació en Brighton (Reino Unido), mientras sus padres estaban de vacaciones allí. Creció en Princeton (Nueva Jersey) y se graduó de St. Paul's School y la Universidad de Princeton en 1909. En 1913, se graduó de la Escuela de Derecho Harvard antes de regresar a Princeton para estudiar diplomacia. Sus primeros puestos fueron en Austria en 1912 y en Francia entre 1915 y 1916 antes de ingresar formalmente al Servicio Exterior.

### Carrera
Una de sus primeras asignaciones en el servicio exterior fue como segundo secretario en la embajada de los Estados Unidos en Petrogrado en el Imperio ruso, a partir de 1916 (durante la Primera Guerra Mundial). Después del colapso de la Rusia zarista, los bolcheviques tomaron el control del gobierno y firmaron el Tratado de Brest-Litovsk con las potencias centrales, que marcó su salida de la Primera Guerra Mundial. Antes de la firma formal del tratado, Estados Unidos evacuó parcialmente su embajada, pero Armor permaneció como parte del personal limitado. El 25 de julio, las autoridades rusas ordenaron a los diplomáticos que salieran de Petrogrado y se estableció una nueva legación en Vólogda.
Según las noticias de la época, Armor fue arrestado y llevado de regreso a Moscú, donde a él y a otros estadounidenses (diplomáticos y otros) se les permitió huir del país el 26 de agosto, en tren a Suecia, llegando el 5 de septiembre. Posteriormente, se reveló que Armor había usado durante este período un pasaporte noruego falso y, disfrazado de mensajero, regresó sigilosamente a Petrogrado y arregló para que la princesa Myra Koudashev de Petrogrado escapara del país. Contrariamente a los informes contemporáneos, su obituario en el New York Times también dice que no viajó en el tren de refugiados desde Moscú, sino que escapó a Finlandia, disfrazado de mensajero, donde los alcanzó. El 2 de noviembre, poco después de su regreso a los Estados Unidos, Amour y la princesa Koudashev anunciaron su compromiso. Se casaron el 2 de febrero de 1919 en Bruselas (Bélgica).
En los años siguientes, sirvió en varias embajadas y consulados, incluidas las misiones estadounidenses en Bélgica, Países Bajos, Uruguay, Italia, el Departamento de Estado de los Estados Unidos (1922-1924), Japón (1925-1928) y Francia (1928-1932). En 1929 fue encargado de negocios en París.
En 1932, fue elevado al rango de enviado y asignado como ministro en Haití. Su principal responsabilidad allí fue trabajar para devolver el gobierno del país a manos locales al final de la ocupación de Haití por parte de los Estados Unidos, que había estado en vigor desde antes de la Primera Guerra Mundial durante unos 19 años. Fue seleccionado para el puesto debido a su fluidez en francés, pero también como una señal para los haitianos de que Estados Unidos pondría a un diplomático respetado en su país. El 7 de agosto de 1933, Armour firmó un tratado con Haití «para devolver las funciones del gobierno a los haitianos en octubre de 1944 y para retirar a los marines de los Estados Unidos estacionados allí en noviembre de 1944». El plan tuvo éxito antes de lo previsto, ya que los marines abandonaron el país el 14 de agosto de 1934.
Después de la muerte en el cargo de Warren Delano Robbins, Armour fue nombrado ministro en Canadá. En 1938, fue nombrado embajador en Chile.
Al año siguiente, fue nombrado embajador en Argentina. Durante este período, Armour trabajó para negociar mejores relaciones comerciales y, una vez que Estados Unidos entró en la guerra, presionar para que no hubiera apoyo a las potencias del Eje. Una de las disposiciones del tratado que ayudó a negociar esencialmente cortó el suministro de tungsteno a Japón desde Argentina, elemento esencial para aceros en tanques blindados y en lámparas eléctricas. Las importaciones argentinas a Japón representaban la mitad de la oferta de ese país. Sin embargo, el gobierno argentino se negó a ceder en asuntos clave y se mantuvo neutral durante el conflicto.
En 1941, fue nombrado director honorario de los primeros Juegos Panamericanos, que se celebrarían en 1942, pero fueron cancelados por la guerra.
Cerca del final de la guerra, el 26 de enero de 1944, Argentina finalmente cedió a la presión de Reino Unido y Estados Unidos y rompió relaciones con las potencias del Eje. Sin embargo, casi inmediatamente después de esto, Pedro Pablo Ramírez fue reemplazado por Edelmiro Julián Farrell a cargo de la presidencia. Como resultado, Estados Unidos se negó a reconocer al nuevo gobierno. Armour recibió la orden de permanecer en Argentina, pero no establecer oficialmente relaciones de ningún tipo con el nuevo gobierno hasta que se cumpliera una lista de condiciones. Estados Unidos suspendió oficialmente las relaciones con el país sudamericano el 3 de marzo de 1944, creyendo que el golpe contra Ramírez fue respaldado por grupos pro-Eje. Armour fue retirado oficialmente el 27 de junio de 1944, y al poco tiempo Argentina retiró a su embajador en Washington, Adrián César Escobar.
Después de su regreso a Estados Unidos, Armour fue nombrado jefe interino de la Oficina de Asuntos de las Repúblicas Americanas en el Departamento de Estado, reemplazando a Laurence Duggan. En diciembre de 1944 se suprimió el cargo y se creó el de subsecretario de Estado para Asuntos de las Repúblicas Americanas, encabezado por Nelson Rockefeller. Participó en la Conferencia Dumbarton Oaks, trabajando en asuntos de seguridad mundial.
El 15 de diciembre de 1944 fue nombrado embajador en España, presentando sus credenciales tres meses y medio después, el 24 de marzo de 1945. Allí, continuó presionando al gobierno de Francisco Franco debido en parte a su apoyo a las potencias del Eje durante la Segunda Guerra Mundial. Permaneció en el cargo hasta el 1 de diciembre de 1945. Tras su salida, Estados Unidos se negó a enviar otro embajador a España hasta 1951.
En 1947, fue designado Subsecretario de Estado para Asuntos Políticos sirviendo bajo el Secretario de Estado George C. Marshall. El 15 de julio de 1948, se retiró por segunda vez del servicio activo. En 1950, se le pidió a Armour que se retirara de su jubilación nuevamente para servir como embajador en Venezuela. En 1954, volvió a retirarse para servir como embajador en Guatemala, un puesto en el que solo permaneció durante siete meses.
Falleció en su hogar en Manhattan (Nueva York) en septiembre de 1982, a los 94 años, y fue sepultado en el cementerio de Princeton.